# Plethodon hoffmani
Plethodon hoffmani är en groddjursart som beskrevs av Richard Highton 1972. Plethodon hoffmani ingår i släktet Plethodon och familjen lunglösa salamandrar. IUCN kategoriserar arten globalt som livskraftig. Inga underarter finns listade i Catalogue of Life.